# Federazione di Chiese anglicane nelle Americhe
La Federazione di Chiese anglicane nelle Americhe (FACA) è un'associazione di sei denominazioni e corpi missionari dell'anglicanesimo tradizionale, aventi un totale di circa 600 parrocchie. Fu fondata nel 2006 al fine di permettere una più stretta associazione tra queste e altre giurisdizioni nel Nuovo Mondo. 
I membri della Federazione di Chiese anglicane nelle Americhe concordano nel "mantenere la primazia della Sacra Scrittura, i Credo e i concili ecumenici, aderire ai Trentanove articoli di religione, e ai principi del Quadrilatero di Chicago-Lambeth." I membri cooperano in federazione, mentre ognuno usa la propria versione del Libro della preghiera comune ed esercita la propria autonomia.

## Chiese membro
- Chiesa episcopale Riformata (oltre 135 parrocchie)
- Chiesa anglicana in America (oltre 90 parrocchie)
- Provincia anglicana d'America (69 parrocchie)
- Diocesi della Santa Croce (19 parrocchie)
- Missione anglicana in America (oltre 200 parrocchie)
- Chiesa missionaria episcopale (oltre 35 parrocchie)